# Kulikowo (Kaliningrad, Selenogradsk, Kowrowo)
Kulikowo (russisch Куликово, deutsch Strobjehnen) ist ein Ort in der russischen Oblast Kaliningrad. Er gehört zur kommunalen Selbstverwaltungseinheit Stadtkreis Selenogradsk im Rajon Selenogradsk.
Der Ort Kulikowo ist nicht zu verwechseln mit dem ebenfalls zum Stadtkreis Selenogradsk gehörenden gleichnamigen Ort Kulikowo (Elchdorf), der sich etwa zwölf Kilometer weiter südlich befindet.

## Geographische Lage
Kulikowo liegt unweit der Ostseeküste, 26 Kilometer nordwestlich der Stadt Kaliningrad (Königsberg) und zwölf Kilometer südöstlich von Pionerski (Neukuhren). Durch Kulikowo verläuft die Kommunalstraße 27K-254, die Pionerski mit Schumnoje (Schupöhnen) an der Regionalstraße 27A-013 (ex A192) verbindet. Die südliche Ortsgrenze bildet der Primorskoje Kolzo (Küstenautobahnring) mit einer Anschlussstelle.
Kulikowo ist Bahnstation an der Bahnstrecke Kaliningrad–Selenogradsk–Pionerski (Königsberg–Cranz–Neukuhren).

## Geschichte
Das bis 1946 Strobjehnen wurde im Jahre 1405 gegründet und bestand vor 1945 aus mehreren großen und kleinen Höfen. Am 13. Juni 1874 wurde der Ort Sitz und namensgebend für einen neu errichteten Amtsbezirk, dem anfangs neun Dörfer zugehörten, der jedoch im Jahre 1910 aufgelöst bzw. in den Amtsbezirk Pobethen (heute russisch: Romanowo) eingegliedert wurde. Er gehörte zum Landkreis Fischhausen im Regierungsbezirk Königsberg der preußischen Provinz Ostpreußen.
Im Jahre 1910 zählte Strobjehnen 128 Einwohner. In den 1920er Jahren verlor Strobjehnen seine Eigenständigkeit und wurde in die Landgemeinde Garbseiden (heute nicht mehr existent) eingemeindet.
Als Kriegsfolge kam Strobjehnen mit dem gesamten nördlichen Ostpreußen zur Sowjetunion. Im Jahr 1947 erhielt der Ort den Namen Kulikowo und wurde gleichzeitig dem Dorfsowjet Romanowski selski Sowet im Rajon Primorsk zugeordnet. Von 2005 bis 2015 gehörte Kulikowo zur Landgemeinde Kowrowskoje selskoje posselenije und seither zum Stadtkreis Selenogradsk.

### Amtsbezirk Strobjehnen (1874–1910)
Zwischen 1874 und 1910 war Strobjehnen Amtsdorf für den gleichnamigen Amtsbezirk:
| Name        | Russischer Name | Bemerkungen                                      |
| ----------- | --------------- | ------------------------------------------------ |
| Alknicken   |                 | 1910 in den Amtsbezirk Neukuhren umgegliedert    |
| Alleinen    |                 | 1901 in die Landgemeinde Alknicken eingegliedert |
| Barthenen   |                 | 1910 in den Amtsbezirk Pobethen eingegliedert    |
| Biegiethen  |                 | 1910 in den Amtsbezirk Pobethen eingegliedert    |
| Eisseln     | Beregowoje      | 1910 in den Amtsbezirk Pobethen eingegliedert    |
| Garbseiden  |                 | 1910 in den Amtsbezirk Pobethen eingegliedert    |
| Kringitten  |                 | 1910 in den Amtsbezirk Pobethen eingegliedert    |
| Rantau      | Saostrowje      | 1910 in den Amtsbezirk Neukuhren eingegliedert   |
| Strobjehnen | Kulikowo        | 1910 in den Amtsbezirk Pobethen eingegliedert    |

Im Jahre 1910 wurde der Amtsbezirk Strobjehnen aufgelöst, die verbliebenen Orte in den Amtsbezirk Pobetheh umgegliedert.

## Der Goldreif von Strobjehnen
Im Jahre 1798 wurde von einem Scharwerker bei der Kornaussaat bei Strobjehnen (das unweit von Wiskiauten liegt) ein goldener Armreif gefunden, der mit Reliefdarstellungen verziert war. Er wog 347 Gramm und war 25 cm lang. Auf ihm dargestellt waren Kampfszenen, die wohl kaum auf eine Auseinandersetzung zwischen Prußen und Skandinaviern hindeuten. Der Goldreif von Strobjehnen kam zunächst in die Königliche Schatzkammer, danach in das Museum für Völkerkunde in Berlin und soll sich heute im Moskauer Puschkin-Museum befinden. Im Jahre 2007 war er Bestandteil einer Ausstellung über die Merowingerzeit in Sankt Petersburg.

## Kirche
Die Bevölkerung Strobjehnens war vor 1945 fast ausnahmslos evangelischer Konfession und in das Kirchspiel der Pfarrkirche in Pobethen (heute russisch: Romanowo) eingegliedert. Es gehörte zum Kirchenkreis Fischhausen (Primorsk) innerhalb der Kirchenprovinz Ostpreußen der Kirche der Altpreußischen Union. Heute liegt Kulikowo im Einzugsbereich der in den 1990er Jahren neu entstandenen evangelisch-lutherischen Gemeinde in Selenogradsk (Cranz), einer Filialgemeinde der Auferstehungskirche in Kaliningrad (Königsberg) innerhalb der Propstei Kaliningrad der Evangelisch-lutherischen Kirche Europäisches Russland.